# Andrej Lemanis
Andrej Marcus Lemanis (Melbourne, 18 marzo 1969) è un ex cestista e allenatore di pallacanestro australiano.

## Carriera
Dal 2013 guida l'Australia, dopo esserne stato vice allenatore dal 2009 al 2012. In precedenza (2005-2013) ha allenato i New Zealand Breakers, con cui ha vinto tre National Basketball League.
Da cestista ha vinto un titolo NBL con la maglia dei South East Melbourne Magic nel 1992.

## Palmarès

### Giocatore
- National Basketball League: 3

South East Melbourne Magic: 1992

### Allenatore
- National Basketball League: 3

New Zealand Breakers: 2011, 2012, 2013
- National Basketball League Coach of the Year: 2 (2011, 2013)